# Южный Бернетт
Южный Бернетт — регион на юго-востоке Квинсленда (Австралия). Этот регион в основном классифицируется как сельский с несколькими городами, расположенными в этом районе, в том числе: Кингарой, Мургон, Нананго, Вондай, Блэкбатт и Моффатдейл. Регион был образован в 2008 году в результате слияния Шира Мургон, Шира Кингарой, Шира Вондай и Шира Нананго.